# Bactridium curtipenne
Bactridium curtipenne es una especie de coleóptero de la familia Monotomidae.

## Distribución geográfica
Habita en Arkansas (Estados Unidos).